# Torre de Moncorvo (freguesia)
A Freguesia de Torre de Moncorvo, com sede na vila de Torre de Moncorvo, é uma freguesia portuguesa do Município de Torre de Moncorvo com 35,88 km² de área e 2612 habitantes (censo de 2021), tendo, por isso, uma densidade populacional de 72,8 hab./km².

## Demografia
A população registada nos censos foi:
| Distribuição da População por Grupos Etários | Distribuição da População por Grupos Etários | Distribuição da População por Grupos Etários | Distribuição da População por Grupos Etários | Distribuição da População por Grupos Etários |
| -------------------------------------------- | -------------------------------------------- | -------------------------------------------- | -------------------------------------------- | -------------------------------------------- |
| Ano                                          | 0-14 Anos                                    | 15-24 Anos                                   | 25-64 Anos                                   | > 65 Anos                                    |
| 2001                                         | 446                                          | 499                                          | 1575                                         | 513                                          |
| 2011                                         | 343                                          | 309                                          | 1541                                         | 698                                          |
| 2021                                         | 300                                          | 233                                          | 1284                                         | 795                                          |

## Património
- Igreja de Nossa da Assunção ou Igreja Matriz de Torre de Moncorvo
- Cabeço de Alfarela
- Capela de Nossa Senhora dos Prazeres de Torre de Moncorvo
- Capela de Santo António de Torre de Moncorvo
- Capela do Sagrado Coração de Jesus
- Castelo de Torre de Moncorvo
- Igreja da Misericórdia de Moncorvo
- Pelourinho de Torre de Moncorvo
- Capela de Santo António, solar e logradouro murado
- Chafariz Filipino

## Personalidades ilustres
- Barão de Torre de Moncorvo e Visconde de Torre de Moncorvo